# GateKeeper (achtbaan)
GateKeeper is een stalen Wing Coaster  in het Amerikaanse attractiepark Cedar Point. De achtbaan is geopend op 11 mei 2013. Het was de vijfde Wing Coaster-installatie ter wereld. GateKeeper had bij de opening de hoogste inversie ter wereld met een Wing Over-drop van 52 meter. Het brak ook meerdere Wing Coaster-records, waaronder hoogte, snelheid, lengte van de baan, hoogte van de drop en aantal inversies. De achtbaan heeft een 52 meter hoge, 40 graden hellende liftheuvel en een drop van 50 meter. De maximale snelheid is ongeveer 108 km/u, met twee sleutelgat-elementen waar de treinen doorheen rijden.

## Geschiedenis

### Planning
De plannen voor een nieuwe achtbaan begonnen in 2011. Het eerste concept van GateKeeper werd getoond op de IAAPA Expo van 2011. Op 24 april 2012 werd $25 miljoen aan investeringen voor Cedar Point in 2013 aangekondigd. Op 30 mei 2012 werd onthuld dat een nieuwe Wing Coaster, codenaam "CP Alt. Winged", in 2013 zou worden geïntroduceerd en records zou breken op het gebied van snelheid, hoogte en lengte. GateKeeper zou een prominente aanwezigheid bij de hoofdingang hebben, en zowel Disaster Transport als Space Spiral zouden worden verwijderd om plaats te maken voor de nieuwe attractie.

### Bouw en opening
Cedar Point voerde teasercampagnes met posters en hints. Op 3 augustus 2012 werd een countdown gelanceerd voor de onthulling op 13 augustus 2012. Die dag werd GateKeeper officieel aangekondigd als een Wing Coaster van 52 meter hoog, gebouwd door B&M, met een investering van $30 miljoen.
De bouw begon in september 2012, met het eerste stuk track geleverd in oktober en de lift hill voltooid in november. Het volledige traject was klaar op 27 februari 2013, twee weken voor op schema. Ongeveer 100 arbeiders van vier ingenieursbedrijven waren betrokken, en 5,4 miljoen kilo beton werd gebruikt. Na uitgebreide tests vond de eerste volledige testrit plaats op 4 april 2013, en op 11 mei werd GateKeeper officieel geopend voor het publiek.

## Ritervaring

### Ingang en wachtrij
De ingang van GateKeeper ligt bij het strand naast de Giant Wheel. In het midden van het plein staat een sculptuur met het logo. De wachtrij loopt parallel aan het strand onder de liftheuvel en het station, waar rijders kunnen kiezen aan welke kant van de trein ze willen zitten. GateKeeper heeft ook een snelpas, waarmee bezoekers een kortere wachtrij kunnen gebruiken.

### Baanverloop
De trein maakt een bocht van 180 graden en klimt de 52 meter hoge lift hill op. Na de "Wing Over Drop" daalt de trein 50 meter en bereikt een snelheid van 108 km/u. Daarna volgt een Immelmann-loop, een camelback heuvel, een oversized kurkentrekker, en twee sleutelgaten door torens van 30 meter hoog. Na een zero-g roll en een gedraaide duiklus bereikt de trein het keerpunt. De rit eindigt met een inline twist, een Helix en een laatste heuvel voordat de remmen in werking treden.

## Kenmerken
GateKeeper's ingang en station bevinden zich nabij Giant Wheel, Troika en maXair. De achtbaan beslaat 3,5 hectare en loopt eerst parallel aan het Eriemeer, door de parkeerplaats en over de hoofdingang, om vervolgens bij Blue Streak te keren. Bij de hoofdingangsplaza passeert de achtbaan twee torens van 30 meter hoog, die de toegangspoorten van Cedar Point vormen.
GateKeeper is een Wing Coaster, gebouwd door het Zwitserse bedrijf Bolliger & Mabillard. Het is de derde achtbaan van B&M in Cedar Point, na Raptor en Rougarou, en was de vijfde Wing Coaster wereldwijd.
GateKeeper heeft drie open treinen met elk acht wagens, vier zitplaatsen per wagen. Elke trein vervoert 32 personen, met een capaciteit van ongeveer 1.710 personen per uur. De treinen zijn in Sunset Gold met Zenith, Meteor, en Orion Gold accenten geverfd. Het voorste deel van elke trein lijkt op een griffioen, en de ogen en buitenste zitplaatsen zijn uitgerust met led-verlichting.
De stalen buizenbaan is 1.269 meter lang en 52 meter hoog. De baan is in donker- en lichtblauw geverfd, met witte steunpilaren, en gevuld met zand om geluid te dempen. De twee sleutelgat-torens zijn elk 30 meter hoog, met een stalen structuur van 23 meter bovenop een betonnen fundering van 7,6 meter.

## Records
GateKeeper heeft verschillende wereldrecords gebroken. Onder de Wing Coasters werd het de langste en snelste, had het de langste val en bevatte het de meeste inversies. Ook stelde het een record voor de hoogste inversie van een achtbaan ter wereld, waarmee het de voormalige Volcano, The Blast Coaster in Cedar Points zusterpark Kings Dominion, overtrof. Het record voor de hoogste inversie werd in 2019 verbroken door Steel Curtain.